# Olav Aarna
Olav Aarna (Tallin, 4 de noviembre de 1942) es un científico informático, académico y político estonio. Fue miembro de X Riigikogu. Fue rector de la Universidad Tecnológica de Tallin entre 1991 y 2000, y rector de la Escuela de Negocios de Estonia entre 2000 y 2003. 
El padre de Aarna era químico y rector de la universidad Agu Aarna.  Ha sido miembro del Partido Res Publica. 